# A Adoração dos Reis Magos
A Adoração dos Reis Magos é uma pintura a óleo, com 5,25 metros de comprimento por 2,25 metros de altura, existente no mosteiro beneditino de Singeverga em Santo Tirso, Portugal.
A obra esteve durante décadas nas posse dos familiares do banqueiro lisboeta, Jaime Pinho durante cerca de quarenta anos. Terá sido adquirido em "butain de guerre", e é uma das muitas obras que correram o mundo no pós-guerra.[carece de fontes?] Jaime Pinho manifestou o desejo de que a pintura fosse doada aos monges beneditinos de Singeverga, reduzida a escrito também no seu próprio testamento, e após o seu falecimento, a viúva contemplou a vontade do marido, acabando por ser um sobrinho do doador, Carlos Pinho a formalizar a entrega ao Mosteiro a 6 de Janeiro de 2005.
Segundo alguns peritos pode tratar-se de uma obra de Tintoretto, com provável intervenção do seu filho Domenico.
Há a hipótese da tela corresponder a uma "Adoração dos Reis Magos" realizada por Tintoretto, para a já inexistente, Igreja do Santo Espírito, em Veneza. A obra é dada como desaparecida, mas conhecem-se referências a ela até ao século XVIII.
Tintoretto terá pintado três telas sobre o tema "Reis Magos", conhecendo-se apenas o paradeiro de duas. Uma delas encontra-se no Museu do Prado, e a outra na Scuola Grande di San Rocco, em Veneza.